# 八木亜希子 LOVE&MELODY
『八木亜希子 LOVE&MELODY』（やぎあきこ ラブアンドメロディ）は、ニッポン放送で2014年4月5日から放送しているラジオ番組。改題前のタイトルは『八木亜希子 Cafeどようび』。

## 番組概要
ニッポン放送は、土曜の早朝・午前帯の生放送枠を2010年7月より『徳光和夫 とくモリ!歌謡サタデー』の開始に伴い5時から10時50分までの2部構成で放送枠を統合していたが、2014年の上半期番組改編時に3年半振りに8時30分以降の放送枠を分離して、『八木亜希子 Cafeどようび』を開始。八木はフリー転向以後、同局の『垣花正 あなたとハッピー!』木曜パートナーとしてレギュラー出演していたが、同局で初めて、メインパーソナリティを務める事となった。番組構成は、八木が、カフェでたたずむ雰囲気で聴取者と共に「うれしい週末」の過ごし方を発見することを主題とする情報番組であった。2015年10月3日放送分から番組名を『八木亜希子 LOVE&MELODY』に改題し、番組構成をリスナーからの楽曲リクエストメインに変更し、一部コーナーを入れ替えた。

## 出演者
肩書き無しはニッポン放送アナウンサー。

### パーソナリティ
- 八木亜希子（フリーアナウンサー、元フジテレビアナウンサー） - 2014年4月5日 - 2019年12月21日[注 4]、2020年10月3日[11][12][13][14][15] -

### BSフジ ウィークエンド インフォメーション担当
- 東島衣里

### リポーター
「週末ナビ いきなり一緒にリポーター」担当

#### 過去
- 箱崎みどり - 2015年10月24日 - 12月26日、2017年4月1日 - 2018年3月31日
- 東島衣里 - 2016年1月2日 - 2017年3月25日、2020年7月11、18日、10月3 - 31日[注 5]
- 福田麻衣（タレント） - 2018年4月7日 - 2020年6月27日[注 6]
- 朝妻久実（フリーアナウンサー） - 2018年5月26日
- 前島花音 - 2020年7月25日
- 植松哲平（ラジオパーソナリティ） - 2014年4月5日 - 2015年9月26日、2020年2月8日[注 7]、8月1日 - 2023年4月29日

### その他出演者

#### 代理パーソナリティ
- 潮田玲子（タレント、元バドミントン選手） - 2018年3月10日、17日、2019年9月7日、14日、28日、2020年1月11日[16]、18日[17][注 8]、2022年8月6日[18][注 9]
- 佐々木恭子[19]（フジテレビアナウンサー） - 2018年3月24日
- 秀島史香[20][21]（ラジオパーソナリティ、ナレーター） - 2019年12月28日、2020年1月4日
- 乾貴美子[22][23]（タレント） - 2020年1月25日、2月1日、3月14日、21日
- 清水ミチコ[注 10]（タレント） - 2020年2月8日、15日、22日、4月11日、18日、25日、6月6日、13日、9月5日、12日
- 飯田浩司[24] - 2020年2月22日、4月11日、25日、6月6日
- 中井美穂（フリーアナウンサー、元フジテレビアナウンサー） - 2020年2月29日、3月7日、28日、4月4日、5月2日 - 30日、6月20日、27日、7月18日、25日、8月15日 - 29日、9月19日、26日
- 垣花正（フリーアナウンサー、元ニッポン放送アナウンサー） - 2020年4月18日、6月13日、9月5日、12日
- 鷲見玲奈[25][26][27]（フリーアナウンサー、元テレビ東京アナウンサー） - 2020年7月4日、11日
- 高橋真麻[28]（フリーアナウンサー、タレント、元フジテレビアナウンサー） - 2020年8月1日、8日

#### 過去

##### リポーター
- 飛弾風花（モデル）※「飛弾風花の週末天気予報」担当 - 2015年1月3日 - 2015年3月28日

## タイムテーブル
2020年10月時点。時間は目安。
| タイムテーブル | タイムテーブル                           | タイムテーブル |
| 時刻           | 内容                                     | 備考 |
| -------------- | ---------------------------------------- | --- |
| 8:30.00        | オープニング                             | リスナー挨拶以後、1曲目の楽曲を流し、その後日替わりテーマメッセージ呼込み、以降、楽曲を数曲流し間でトークする。楽曲内容は、番組公式Twitterアカウントが【Now Playing!】として紹介する。 |
| 8:50.30        | ニッポン放送ニュース・交通情報・天気予報 | 報道部ニュースデスクが読み上げて、気象情報はパーソナリティが読み上げる。 |
| 8:55.00        | 首都高ルート情報                         | |
| 8:56.30        | ニッポン放送交通情報（警視庁）           | |
| 9:00.00        | 9時台OP&ベランダ天気予報                 | リスナー挨拶以後、パーソナリティがニッポン放送本社局舎5階のベランダに移動して有楽町の空模様を伝える。代理パーソナリティなど事前収録の場合は天気予報を休止する。「ベランダのおともだち」として育てている鉢植え植物の成長を伝える。再びリクエストを楽曲を流す。 |
| 9:10.00        | 3分でポン!                               | 「世の中のあんな事やこんな事が3分で分かる」を称し、そのジャンルの専門家が登場し、テーマの事柄を紹介し、パーソナリティの気分で満点が3ポンで評価する。 緊急事態宣言下は、専門家はSkypeもしくは電話でリモート出演、八木もしくは代理パーソナリティ都合で事前収録特別企画の場合は、コーナー休止もしくはパートナーとして出演した飯田、垣花が話題を持込んで提供する。                       |
| 9:23.00        | ウィークエンド おでかけリクエスト        | リスナーから募った、お出掛けスポットメッセージと楽曲リクエストを流すゾーン。 八木休演時は通常のリスナーリクエスト楽曲ゾーン。 |
| 9:30.00        | ニッポン放送交通情報（警視庁）           | |
| 9:35.00        | 私の「ごめんなさい」                     | リスナーのこれまでの人生に置いて謝罪したい事を紹介するコーナー。メッセージ読上げ後、子供の「ごめんなさい」のSEで閉める。紹介したエピソードから「MVG (Most Valuable Gomennasai) を選出してノベルティグッズをプレゼントする。 |
| 9:42.00        | 快適生活ラジオショッピング               | MCの小倉淳が快適生活のバイヤーと進行するラジオショッピング。 |
| 9:53.30        | ショウアップナイターTODAY                | 『ショウアップナイター』の当日中継予定のカード放送を紹介する。 過去、NPB主催の公式戦が首都圏開催予定日には予定球場の当日券販売状況も伝えた。2021年度は取り止めている。 |
| 9:56.00        | ニッポン放送交通情報（警視庁）           | |
| 10:00.00       | 10時のグッとストーリー                   | 番組スタッフが取材した「聴いて思わずグッとくるGOODな話」であるコラムを読み上げ、そのテーマに沿った楽曲を流す。 八木の出演休止以後、2020年2月から「ニッポン放送 新型コロナウイルス情報」として代理パーソナリティor局アナ、若しくは当日ニュースデスクが関連情報を読み上げるためコーナー休止し、緊急事態宣言解除と共にコーナーは終了した。10月3日の八木復帰に伴い、コーナーが復活した。 |
| 10:13.00       | ニッポン放送天気予報                     | パーソナリティが気象情報読み上げる。 事前収録の場合は当該時間担当のニュースデスク若しくは局アナウンサーが読み上げる。 |
| 10:15.00       | フリートークゾーン                       | フリートークとリスナー楽曲リクエスト。 |
| 10:20.00       | MY BOOK MY LIFE                          | 番組がお勧めする書籍を紹介する。代理パーソナリティ時はパーソナリティがお勧めする書籍を紹介。 |
| 10:27.00       | ニッポン放送交通情報（警視庁）           | |
| 10:29.30       | #推しベス                                | |
| 10:40.00       | BSフジ ウィークエンド インフォメーション | 東島がBSフジの注目番組を紹介する。 |
| 10:43.00       | ニッポン放送交通情報（警視庁）           | |
| 10:48.00       | エンディング                             | スポンサープレゼント当選者発表とEDトーク。 聴取率調査週間時は、次放送枠番組である『ゴッドアフタヌーン アッコのいいかげんに1000回』のアシスタントである垣花正がスタジオ入りしてクロストークする場合がある。和田アキ子はクロストークには一切出演しない。 |

### 終了コーナー
- 奥深き趣味の世界 - 毎回1つの趣味分野に詳しい人物をスタジオへ招いて魅力をインタビューする。ゲストスケジュール都合で録音の場合有り。
- 廣森知恵子のビューティフルウイークエンド - （2014年4月19日 - 10月25日） 改題前の内包番組。
  - パーソナリティ：廣森知恵子（ビューティプロデューサー）、アシスタント：新保友映（当時：ニッポン放送アナウンサー）
- 9時に起こして - リスナーが土曜の9時に起こして欲しい理由を添えて、八木が9時にモーニングコールするコーナー。
- 土曜日のなぞなぞ - 番組出演希望のリスナーに加電、なぞなぞを出題し、10時の時報後に回答して貰うコーナー。
- ユミリーの週末風水 - 前放送枠だった、『徳光和夫 とくモリ!歌謡サタデー』に内包されていたコーナーを改題継続。風水建築デザイナーのユミリーこと直居由美里が電話中継にて八木へ風水による診断の結果や、風水に関する話題を伝え、締めに週末のラッキーカラーを発表する。
- この声、ダイスキ♡ - この声が「大好き」と称して、歌手の声や歌い方等に絞った楽曲リクエストを紹介するコーナー。
八木復帰に伴いコーナー終了したが、代理パーソナリティであった中井からコーナー終了の説明は無かった。しかし、実質的に「ひと耳ぼれリクエスト」とトレード扱いで聴取率調査週間時の番組全時間帯企画として復活させている。
- 週末ナビ いきなり一緒にリポーター - 週末のお出掛けに適したスポットに植松が趣く。局舎から中継先までのルートを説明し、スポットに居合わせたリスナーと一緒にスポットを紹介し、コーナー終わりに首都高速道路株式会社からの告知を挟み込む。
2020年3月27日から6月20日まで、新型コロナウイルス感染拡大防止に伴う、緊急事態宣言以降はニッポン放送本社社屋内若しくは社屋至近でのリポートに変更した。
- ひと耳ぼれリクエスト - 2020年4月7日に開始したコーナーリスナーの出会った瞬間、恋に落ちた1曲のエピソードトークと楽曲リクエストを流す。

## 放送時間
JST表記
- 土曜 8:30 - 10:50（2014年4月5日 -）
- 本番組は「radiko」・「radikoプレミアム」でも聴取可能。

### 放送時間変更等
2014年
- 4月5日：ニューヨーク・ヤンキースに所属する田中将大のMLB投手での公式戦先発初登板となる、『ニッポン放送ショウアップナイタースペシャル メジャーリーグベースボール ニューヨーク・ヤンキース×トロント・ブルージェイズ」中継（解説：野村弘樹、実況：松本秀夫）が8時00分から編成され、1時間短縮の9時30分から番組が開始された[35]。

2023年
- 2月18日：『オールナイトニッポン55周年記念 オールナイトニッポン55時間スペシャル 「小林克也のオールナイトニッポン」(7:00 - 9:00) および「山下達郎＆上柳昌彦のオールナイトニッポン」(9:00 - 11:00)』の放送のため休止。

## 特別番組
- 首都高presents 週末“いっしょに”ドライブトーク - SPECIAL BOX枠にて「週末ナビ いきなり一緒にリポーター」のスポンサー企業の事業に関連するドライブをメインに構成した、特別番組として編成。
  - 2017年11月19日 21:00 - 22:00、ゲスト：福田彩乃
  - 2018年11月18日 20:00 - 20:57、ゲスト：武井壮
  - 2019年11月10日 19:00 - 20:00、ゲスト：安東弘樹
  - 2020年11月8日 19:00 - 20:00、ゲスト：無し（一部ゾーンで東島がナレーション）[36]
- 清水ミチコと垣花正 MANE&MELODY - 八木の療養休演中に代理パーソナリティを務めた清水と垣花が、2020年12月と2021年4月の聴取率調査週間編成時において過去に『清水ミチコのミッチャン・インポッシブル』を編成していた時間帯に、特別番組を編成。2020年12月19日 15:00 - 16:20、2021年4月19日 20:00 - 21:50